# Maurice Mitchell
Maurice Mitchell (ur. 22 grudnia 1989 w Kansas City) – amerykański lekkoatleta specjalizujący się w biegach sprinterskich.
W 2010 zdobył złoto i brąz na młodzieżowych mistrzostwach NACAC. Rok później wszedł w skład amerykańskiej sztafety 4 × 100 metrów na mistrzostwach świata w Daegu. W 2012 startował na igrzyskach olimpijskich w Londynie, na których odpadł w półfinale biegu na 200 metrów.
Medalista mistrzostw kraju oraz mistrzostw NCAA.

## Osiągnięcia
| Rok  | Impreza                       | Miejsce | Konkurencja             | Lokata     | Wynik |
| ---- | ----------------------------- | ------- | ----------------------- | ---------- | ----- |
| 2010 | Młodzieżowe mistrzostwa NACAC | Miramar | bieg na 100 metrów      | 3. miejsce | 10,14 |
| 2010 | Młodzieżowe mistrzostwa NACAC | Miramar | sztafeta 4 × 100 metrów | 1. miejsce | 38,96 |
| 2011 | Mistrzostwa świata            | Daegu   | sztafeta 4 × 100 metrów | –          | DNF   |
| 2012 | Igrzyska olimpijskie          | Londyn  | bieg na 200 metrów      | półfinał   | 20,56 |

## Rekordy życiowe
- Bieg na 60 metrów – 6,55 (2011)
- Bieg na 100 metrów – 10,00 (2011)
- Bieg na 200 metrów – 20,13 (2012)